# 奎宿十六
奎宿十六（双鱼座74，74 Psc）是双鱼座的一个双星或聚星系统，距离地球约275光年。
奎宿十六在拜耳命名法中的名称为双鱼座ψ1，在佛氏命名法中名称为双鱼座74，但是在HR和HIP星表中，这个双星或聚星系统被细分成HD6456和HD6457或HIP5131和HIP5132。 